# アップルマーチ
『アップルマーチ』は、里中満智子による日本の漫画作品。

『なかよし』（講談社）にて1972年10月号から1973年4月号まで連載された。

## 書誌情報
- アップルマーチ 1、初版発行日 1976年8月5日
- アップルマーチ 2、初版発行日 1976年8月5日